# Adrien Segers
Adrien Segers est un peintre de l'École de Rouen, né le 17 octobre 1876 à Ixelles (Belgique) et mort le 14 juillet 1950 à Rouen.

## Biographie
D'origine belge, après une formation à l'Académie des beaux-arts de Bruxelles, il s'installe à Nieuport.
Il vient se fixer à Rouen en 1914. En avril 1915, il expose ses œuvres rue Saint-Étienne-des-Tonneliers.
Il partage son temps entre son atelier au no 7 place Barthélémy à Rouen et sa petite maison de Saint-Adrien. Il expose régulièrement au Salon des artistes rouennais. Il est nommé officier d'Académie en 1936.
Pendant la Seconde Guerre mondiale, il est blessé par une balle lors de l'arrivée de l'armée allemande à Rouen le 9 juin 1940,.
Adrien Segers est inhumé au cimetière de l'Ouest (Rouen).

## Distinctions
- Officier d'académie (1936)

## Expositions
- Salon des artistes rouennais